# Rituvík
Rituvík is een dorp dat behoort tot de gemeente Runavíkar kommuna in het zuidoosten van het eiland Eysturoy op de Faeröer. Rituvík heeft 268 inwoners. De postcode is FO 640. Rituvík werd gesticht in het jaar 1873.